# Ministeri d'Afers Socials i Ocupació dels Països Baixos
Ministeri d'Afers Socials i Ocupació dels Països Baixos (neerlandès: Ministerie van Sociale Zaken en Werkgelegenheid) és responsable d'Afers Socials, Ocupació, relacions entre empreses i empleats, la Seguretat social, els Sindicats i Emancipació. El Ministeri va ser creat en 1918 com el «Ministeri de Treball» i va tenir diversos canvis de nom abans de convertir-se en el Ministeri d'Afers Socials i Ocupació el 1981. El Ministeri està encapçalat pel Ministre d'Afers Socials i Ocupació, actualment Lodewijk Asscher del Partit del Treball.
El ministeri és responsable de cinc camps de la política: 
- L'ocupació i el mercat laboral
- Seguretat Social
- Política dels ingressos i del salari mínim
- Les relacions entre empleadors i empleats
- Seguretat i salut laboral

## Centres de mobilitat
A partir de 2006, el Ministeri va establir una xarxa de centres de mobilitat la funció de la qual és coordinar les múltiples empreses de qualsevol sector d'activitat determinat per facilitar el moviment dels treballadors entre empreses. Això és vist com una alternativa a l'acomiadament forçós.